# 岩手県の高校相撲部出身の一覧
岩手県の高校相撲部出身の一覧（いわてけんのこうこうすもうぶしゅっしんのいちらん）は、岩手県の高校相撲部出身の大相撲力士に関する一覧である。

## 浄法寺高校
- 栃乃花仁（小結・春日野部屋）

## 平舘高校
- 時乃平亜睦（幕下・時津風部屋）

## 松尾鉱山高校
- 花光節夫（幕内・花籠部屋）